# Locmaria-Grand-Champ
Locmaria-Grand-Champ (bretonisch: Lokmaria-Gregam) ist eine französische Gemeinde mit 1.825 Einwohnern (Stand 1. Januar 2022) im Département Morbihan in der Region Bretagne.

## Geographie
Locmaria-Grand-Champ liegt rund zwölf Kilometer nördlich von Vannes im Zentrum des Départements Morbihan.
Nachbargemeinden sind Colpo im Norden, Locqueltas im Osten, Meucon im Süden sowie Grand-Champ im Westen.
Der Ort liegt abseits von Straßen für den überregionalen Verkehr. Die wichtigsten Straßenverbindungen in der Nähe sind die RN 767 (von Vannes nach Lannion;im Osten), die RN 24 (im Norden) und die RN 166 (im Südosten).
Die bedeutendsten Gewässer sind der Fluss Loc’h und der Bach Camzon. Entlang dieser Wasserläufe verläuft teilweise die Gemeindegrenze.

## Geschichte
Die Gemeinde entstand erst am 14. Dezember 1889 durch Abspaltung von der Gemeinde Grand-Champ.

### Bevölkerungsentwicklung
| Jahr                       | 1962 | 1968 | 1975 | 1982 | 1990 | 1999 | 2006 | 2012 | 2019 |
| Einwohner                  | 422  | 408  | 451  | 573  | 615  | 733  | 925  | 1499 | 1708 |
| Quellen: Cassini und INSEE |      |      |      |      |      |      |      |      |      |

## Sehenswürdigkeiten
- Kirche Notre-Dame (neogotisch) von 1885, mit ritterlichem Grabmal aus dem 16. Jahrhundert
- Ruine des Schlosses Coët-Candec (bis 1946 bewohnt)
- Kalvarienberg in Talhouët aus dem Jahr 1889
- Wegkreuz von Keravélo aus dem 19. Jahrhundert
- Quelle Saint-Eloi (1906)
- Brücke Pont du Loch über den Loc’h
- Wassermühle von Kerherve aus dem 19. Jahrhundert
- Langhaus Métairie Neuve aus dem 19. und 20. Jahrhundert

Quelle: